# Liste der Einträge im National Register of Historic Places im White County (Illinois)

Lage des White County in Illinois

Die Liste der Einträge im National Register of Historic Places im White County in Illinois führt die Bauwerke und historischen Stätten im White County auf, die in das National Register of Historic Places aufgenommen wurden.
| [ 2 ] | Name                           | Bild                           | Eintragsdatum        | Lage                                                                                      | Ort           | Beschreibung                          |
| ----- | ------------------------------ | ------------------------------ | -------------------- | ----------------------------------------------------------------------------------------- | ------------- | ------------------------------------- |
| 1     | Bieker-Wilson Village Site     | Bieker-Wilson Village Site     | 1978 ID-Nr. 78001197 | Adresse nicht veröffentlicht                                                              | New Haven     |                                       |
| 2     | Carmi Chapter House            | Carmi Chapter House            | 1980 ID-Nr. 80001416 | 604 West Main Street 38° 5′ 7″ N, 88° 10′ 5″ W                                            | Carmi         |                                       |
| 3     | William W. Gray House          | William W. Gray House          | 1992 ID-Nr. 92000049 | 119 North Court Street 38° 15′ 31″ N, 87° 59′ 46″ W                                       | Grayville     |                                       |
| 4     | L. Haas Store                  | L. Haas Store                  | 1994 ID-Nr. 94000026 | 219 East Main Street 38° 5′ 26″ N, 88° 9′ 35″ W                                           | Carmi         |                                       |
| 5     | Harmony Way Bridge             | Harmony Way Bridge             | 2007 ID-Nr. 07001030 | Brücke über den Wabash River rund 7 km östlich von Crossville 38° 7′ 52″ N, 87° 56′ 32″ W | Crossville    | NRHP-Eintrag im Posey County, Indiana |
| 6     | Hubele Mounds and Village Site | Hubele Mounds and Village Site | 1978 ID-Nr. 78001196 | Adresse nicht veröffentlicht                                                              | Maunie        |                                       |
| 7     | Old Morrison Mill              | Old Morrison Mill              | 1984 ID-Nr. 84001169 | Abseits der Liberty Road 38° 14′ 59″ N, 88° 15′ 30″ W                                     | Burnt Prairie |                                       |
| 8     | Ratcliff Inn                   | Ratcliff Inn                   | 1973 ID-Nr. 73000719 | 214 East Main Street 38° 5′ 30″ N, 88° 9′ 47″ W                                           | Carmi         |                                       |
| 9     | Robinson-Stewart House         | Robinson-Stewart House         | 1973 ID-Nr. 73000720 | 110 South Main Cross Street 38° 5′ 24″ N, 88° 9′ 31″ W                                    | Carmi         |                                       |
| 10    | James Robert Williams House    | James Robert Williams House    | 1987 ID-Nr. 86003716 | 310 East Main Street 38° 5′ 27″ N, 88° 9′ 29″ W                                           | Carmi         |                                       |
| 11    | Wilson Mounds and Village Site | Wilson Mounds and Village Site | 1977 ID-Nr. 77000491 | Adresse nicht veröffentlicht                                                              | Maunie        |                                       |